# Cantone di Le Teilleul
Il Cantone di Le Teilleul era una divisione amministrativa dell'arrondissement di Avranches.
È stato soppresso a seguito della riforma complessiva dei cantoni del 2014, che è entrata in vigore con le elezioni dipartimentali del 2015.
Comprendeva i comuni di:
- Buais
- Ferrières
- Heussé
- Husson
- Sainte-Marie-du-Bois
- Saint-Symphorien-des-Monts
- Savigny-le-Vieux
- Le Teilleul